# Odostomia eulimoides
Odostomia eulimoides är en snäckart som först beskrevs av Sylvanus Charles Thorp Hanley 1844.  Odostomia eulimoides ingår i släktet Odostomia, och familjen Pyramidellidae. Arten är reproducerande i Sverige.